# 毎日新聞中部本社
毎日新聞中部本社（まいにちしんぶんちゅうぶほんしゃ）は、東海3県（愛知県、岐阜県、三重県〔伊賀市・名張市・熊野市・御浜町・紀宝町を除く〕）向けに毎日新聞を印刷・発行する毎日新聞社の地域本社。愛知県名古屋市中村区に本社を置く。

## 沿革
- 1900年（明治33年） - 大阪毎日新聞社（現・毎日新聞GHD）、名古屋市新柳町7丁目に名古屋支局を開設。
- 1924年（大正13年） - 『大阪毎日新聞付録中京毎日』の題号で印刷を始める。
- 1935年（昭和10年）11月25日 - 大阪毎日新聞本紙（朝夕刊）の現地印刷を開始。
- 1937年 - 名古屋支局を名古屋総局と改称。
- 1941年 - 名古屋総局を名古屋支社と改称。
- 1942年 - 大阪毎日新聞は朝日新聞と共に名古屋での新聞の発行を撤退。同年、名古屋支社を名古屋総局と改称。
- 1944年 - 名古屋総局、名古屋駅前桜通口（現在地）に移転。
- 1950年 - 名古屋総局を中部支社と改称。同年、名古屋での新聞の発行を再開。
- 1953年 - 毎日名古屋会館（毎日ビル）が完成。
- 1955年（昭和30年）2月1日 - 中部支社を中部本社に昇格。
- 1956年 - 毎日名古屋会館内に国際観光ホテルニューナゴヤ（ホテルナゴヤキャッスルの前身）開業。
- 1962年 - 朝日新聞、読売新聞とともに名古屋テレビを開局。
- 1993年3月1日 - 三重県の伊賀・東紀州地方の管轄が中部本社から大阪本社に変更[1]。
- 1995年 - 合理化のため紙面制作を東京本社へ集約。
- 2003年 - 社屋建て替えのため、日本経済新聞社の名古屋支社跡地（中区正木）に移転。
- 2006年 - 新社屋・ミッドランドスクエアの完成に伴い、現在地に再移転。中区正木の社屋は引き続きなごや支局（現：名古屋本部）[注 1]、総務部門、関連会社、印刷工場として使用。
- 2010年5月6日 - 「毎日新聞名古屋本部」発足。報道局・広告局・販売局及び読者センターが中部本社から再移転。
- 2011年4月1日 - 中部本社の報道局が北海道支社と共に東京本社の管轄下に移管される。
- 2012年11月 - 中日新聞社の本社工場（名古屋市中区三の丸）にてスポーツニッポンと共に受託印刷を開始。これにより、中部本社版の印刷事業だった「毎日新聞名古屋センター」は新聞輸送のみを扱う事業に転換。
- 2017年6月12日 - 名古屋本部を中村区平池町のグローバルゲートに移転し「中部本社ささしまオフィス」とする。[2]
- 2023年3月31日 - この日をもって中部本社の夕刊が休刊[3]。

## 本社所在地
- 愛知県名古屋市中村区名駅4-7-1 ミッドランドスクエア9階 〒450-8651

ささしまオフィス
- 愛知県名古屋市中村区平池町4-60-12　グローバルゲート

## 中部本社管内の支局
- 名古屋、岡崎、豊橋、中部国際空港、岐阜、津、四日市、伊勢。
- （準支局）　なごや日進、一宮、豊田。
- （通信部）　半田、春日井、刈谷、尾鷲、松阪、鈴鹿、桑名、鳥羽、大垣、高山、多治見。

三重県に関しては、伊賀（伊賀市、名張市）・東紀州（熊野市、南牟婁郡御浜町・紀宝町）地区の取材・発行・販売は大阪本社が行なっている。この地域は夕刊は発行されない。

## 番組表

### 朝刊
最終面
- フルサイズ：NHKテレビ、NHK Eテレ、東海テレビ、中京テレビ、CBCテレビ、メ〜テレ、テレビ愛知
- ハーフサイズ：NHK BS、NHK BSP4K
- クォーターサイズ：NHK BS8K、WOWOWプライム、BS11イレブン、J:COM BS、三重テレビ、ぎふチャン（以上NHK BSおよびBSP4Kの下）、BS日テレ、BS朝日、BS-TBS、BSテレ東、BSフジ（以上地上波キー局の下にチャンネル番号順）

※以前は三重テレビはメ〜テレの下、ぎふチャンはテレビ愛知の下にそれぞれハーフサイズ掲載。またWOWOWプライムは右下最下段にクォーターサイズ2行での掲載だった。現在は広告が掲載されている。
中面
- 地上波：NHK Eテレ サブチャンネル
- BSハーフサイズ：WOWOWライブ、WOWOWシネマ、スターチャンネル、BS10、BS12トゥエルビ、放送大学テレビ、BS釣りビジョン、BSよしもと
- BSクォーターサイズ：J SPORTS 1、J SPORTS 2、J SPORTS 3、J SPORTS 4、放送大学BSラジオ

※2020年3月31日まではDlifeも掲載されていた（代わりに放送大学キャンパスexを2022年10月31日まで掲載）。
※2022年10月31日まではBSスカパー!も掲載されていた（代わりにBSJapanext（現BS10）とBSよしもとを掲載）。　　　　　
- CSハーフサイズ：TBSチャンネル1、TBSチャンネル2
- CSクォーターサイズ：TBS NEWS、GAORA SPORTS

※なお過去にはムービープラスも収録されていたが、現在は掲載されていない。
- AM・短波ラジオ：NHK第1、NHK第2、CBCラジオ、東海ラジオ、ぎふチャン、深夜放送（TBSラジオ、文化放送、ニッポン放送、ラジオ日本の午前0時-5時放送分）、AFN、ラジオNIKKEI
- FMラジオ：NHK-FM、ZIP-FM、FM三重、FM GIFU、FM AICHI

※2020年6月30日まではRadio NEOも掲載されていた（代わりにラジオNIKKEIを掲載）。
※以前はAMがハーフ、FMはクォーターであったが、現在はハーフサイズ（但しAFNは3分の1、深夜放送はクォーター）となっている。
※ラジオNIKKEIは一時期拡大して掲載されていたが、現在はクォーターとなっている。

### 夕刊（休刊時点でのデータ）
ラジオ・テレビとも最終頁。左端2列にラジオ（ぎふチャンラジオと東京の深夜番組は収録せず。中波はクォーター、FMはクォーターよりやや小さめ）。3列目から在名各局（配列は朝刊に同じ）、右端に三重テレビ・ぎふチャンテレビがハーフ、BS1・BSプレミアムがクォーターで掲載されている。なおそれ以外のBS・CSは収録されていない。

### 週間番組表
毎週土曜日、翌日日曜日から翌週土曜日までの番組表を掲載。
A面
- クォーターサイズ：BS日テレ、BS朝日、BS-TBS、BSテレ東、BSフジ、WOWOWライブ、WOWOWシネマ、BS11 イレブン、BS12 トゥエルビ、BS松竹東急、BSJapanext

B、C面
- ハーフサイズ：NHKテレビ、NHK Eテレ、東海テレビ、中京テレビ、CBCテレビ、メ〜テレ、テレビ愛知、NHK BS、NHK BSP4K
- ハーフサイズ (C面最下段、⚪︎月⚪︎日(土)の番組表の下に1週間分をまとめて掲載)：WOWOWプライム
- クォーターサイズ：三重テレビ、ぎふチャン

## 備考
- 中部本社版創刊からの号数を示す紙齢は、大阪本社版、西部本社版と同じく「大阪毎日新聞」の前身である「日本立憲政党新聞」の第一号からのものを使用。
- 現在は東京本社で中部本社版の紙面の殆どを製作している。また、報道局も東京本社の管轄下となっているため、中部本社は事実上東京本社管轄の支社扱いになっている。
- 発行対象地域全域がセット版（朝刊・夕刊両方）を2023年3月31日まで発行した。
- 朝日新聞名古屋本社とは異なり土曜日も夕刊を発行した（現在も発行中の中日新聞社本部、日本経済新聞名古屋支社も同様に発行）。
- 本社社屋建て替えの間の仮社屋であった建物は、日本経済新聞名古屋支社[注 2] の旧社屋であったものをそのまま利用したもので、新社屋建て替え完了後も仮社屋の建物には毎日新聞、スポーツニッポン[注 3] などを印刷する毎日新聞名古屋センター（印刷工場）と毎日新聞名古屋本部が入居している。
  - 2012年10月まで毎日新聞名古屋センターでは読売新聞（中部支社）同様、静岡県西部向けに発行する毎日新聞の夕刊（一面掲載の発行所クレジットは東京本社）も印刷されていたが、合理化のため同11月以後は中日新聞社本部に委託し、名古屋市中区にある同本部の印刷工場から新聞を発行している。
- 前述の通り、名古屋本部の発足に伴い、2010年5月6日付夕刊から、題字下の発行所クレジットは中部本社と、ささしまオフィスの住所が両方掲載されている。これは、西部本社版の題字下の西部本社（北九州市）と福岡本部（福岡市）の住所が両方掲載されているのと同じパターンである。
- 紙面記事の大半は東京本社版と共有している（名古屋では朝日・読売も紙面記事の大半が東京版とほぼ同一内容）。
- 2000年代中頃、プロ野球解説者の豊田泰光は、読売新聞中部支社格下げを当社の中部本社の支社格下げと誤認して、週刊ベースボールでの執筆連載「オレが許さん!」にその旨を記し、文章がそのまま掲載されたことがあった（その後クレームがつき、豊田は以降の発行号で謝罪している）。
- 夕刊最終日となった2023年3月31日付では、1面に東海地方に関連する主なニュースの歴代の1面の記事を掲載、7面では名古屋で創刊した1935年11月25日付の1面を掲載した。また1面には、創刊日の1面に広告を出稿したヤマハ・浅沼商会・金盃酒造が、同じレイアウトで広告を出稿した（ヤマハと浅沼商会は、同日夕刊にカラー広告を別途出稿している）。この1か月後、朝日新聞も夕刊を休止し、東海3県において、地方紙・中日新聞以外で夕刊紙を出す一般紙は日本経済新聞のみとなった。

## 関連紙

### 名古屋毎日新聞
1886年1月、「東海新聞」「愛知日報」「名古屋絵入新聞」の三紙が合同して「扶桑新聞」を創刊。愛知日報の鈴木才三が経営に当たり、「中京の時事新報」と称された。
1909年2月、大阪毎日新聞名古屋駐在の大久保慎二に譲渡され、大毎との縁が生じる。間もなく経営は地元資本の手に戻ったが、1926年2月に再び大阪毎日新聞社の資本参加を得て、大毎の傍系紙となる。この間1915年7月、「名古屋毎日新聞」と改題。
1926年3月より夕刊紙に転じて成功。「最古の歴史と最新の内容」をキャッチフレーズとする。戦時下の新聞統合に従い、1942年5月15日を以って終刊。「新愛知」（「中日新聞」の母体の一つ）に吸収合併される。

### 東海毎日新聞
1946年8月15日創刊。戦後、既存紙は用紙統制を受け、かつ毎日新聞は名古屋から撤退していたため、ダミー新社を立てて創刊した新興紙。「農業と宗教」を編集基本としていた。地紋は麦と稲穂。毎日新聞本紙再進出に伴い、1951年休刊（事実上の終刊）。

## 不祥事
1999年8月3日付中部本社版朝刊に掲載されたコラム「一語一話」の内容が、1975年8月18日付朝日新聞の「天声人語」の内容とほぼ同一（一部語句を書き換えている）であることが2日後の8月5日に発覚、毎日新聞社は、この記事が盗作であるとして、記事を執筆した中部本社編集局編集センター課長を諭旨退職とし、同本社編集局長と報道センター長を役職停止1ヶ月、同本社代表と常務取締役を減給とする処分とした。